# Deep and Wide and Tall
Deep and Wide and Tall es el segundo recopilatorio de la banda escocesa Aztec Camera. A diferencia del anterior, The Best of Aztec Camera, este recopilatorio solamente incluye canciones de la banda y ninguna de la carrera de Roddy Frame en solitario; además, el orden de las pistas está estructurado en orden cronológico.

## Canciones
1. Oblivious (3:12)
2. Walk Out to Winter (3:24)
3. Pillar to Post (4:01)
  - Temas 1-3: publicado originalmente en el álbum High Land, Hard Rain.
4. All I Need Is Everything (5:44)
  - Tema 4: publicado originalmente en el álbum Knife.
5. Still on Fire (3:55)
6. Deep and Wide and Tall (4:02)
7. Paradise (4:29) 
  - Temas 5-7: publicado originalmente en el álbum Love.
8. Good Morning Britain (4:02)
9. The Gentle Kind (5:31)
  - Temas 8-9: publicado originalmente en el álbum Stray.
10. Spanish Horses (4:36)
11. The Belle of the Ball (3:23)
12. Let Your Love Decide (5:03)
  - Temas 10-12: publicado originalmente en el álbum Dreamland.
13. Rainy Season (5:41)
14. Sunset (4:18)
  - Temas 13-14: publicado originalmente en el álbum Frestonia.

- Datos: Q5801255